# さくらカード
さくらカード株式会社は、かつて存在した三井住友銀行の子会社で、三井住友フィナンシャルグループにおけるJCBグループのクレジットカード事業を行っていた企業である。2016年4月1日、セディナ（現・三井住友カード）と合併した。

## 概要
JCBグループ（フランチャイズ）会社としてJCBブランドのクレジットカードを発行し、その会員数は株式会社ジェーシービーに次いで2位であった。
太陽神戸銀行および三井銀行が合併して太陽神戸三井銀行となった翌年の1991年に、それぞれのクレジットカード事業子会社（太陽神戸カード、太陽神戸クレジット、三井カード、三井クレジット）を統合し、「太陽神戸三井カード株式会社」が発足した。1992年に太陽神戸三井銀行がさくら銀行に改称したことに伴い、当社も社名を変更した。2001年4月に三井住友銀行 (SMBC) の子会社となってからも、社章・カードデザインにさくら銀行の行章を継続使用していた（社名ロゴについては「三井住友銀行グループ」の和文ロゴを併記したものとなった）。なお、カードブランド名称としてのさくらカードは太陽神戸三井カード時代から使用している。
太陽神戸銀行の前身の1つである神戸銀行は株式会社ジェーシービーに大株主として出資しており、現在も旧三井銀行持株分などをあわせた持株分で主要株主となっている。このとき2社併せてフランチャイズとして、
- UC(MasterCard/VISA)
- JCB
- VISA JAPAN(VJ)/OMNI(VISA/MasterCard)

の、3セグメント（事業区分）のカードを発行していた（VJについては終息）。三井銀行をメインバンクとする三越の提携カード「三越カードUC」や東芝グループ従業員対象の「東芝グループカード」（東芝ファイナンスと提携）を発行していた関係もあり、1990年代まで発行済カード会員数はフランチャイズカード発行会社では最も多かった。
2001年4月1日に親会社のさくら銀行と住友銀行の合併による三井住友銀行 (SMBC) 発足時に、重複するクレジットカード事業を早々に統合することとなり、2001年7月に「さくらUCカード」事業を三井住友カード (SMC) に会社分割方式で譲渡・簡易吸収合併させ、三越カードなど提携カードを含むUC会員はSMCが設置した「三井住友カードUC」というカードブランドへ移行した。なお、2000年11月10日の発表時にはSMBC発足と同日の2001年4月1日実施としていたが、商法の平成12年改正施行による準備が生じたことで順延となっている。
これにより、さくらカードはJCBカードのみを発行する会社になったが、VJの設立メンバーであるSMCがライバルのUCカードを扱う異端的な状況となった。その後、2003年前半に「三井住友カードUC」は「三井住友 (VISA/MasterCard) カード」に「旧:さくらUC会員」として切り替えられ、切り替えを望まない者は退会となった。
2009年12月7日から三井住友銀行の個人預金者向け優遇サービスである「SMBCポイントパック」のポイントを、さくらカードのJCB「Oki Dokiポイントプログラム」のポイントに移行する「ポイント交換サービス」を開始。それと同時に「さくらJCBカードの引落口座をSMBCにした場合にはコンビニATMや三井住友銀行管轄のATMの時間外手数料無料」になるサービスが開始された（セディナと同時に実施）。また、SMBC発足後まもなく新規募集を中止したさくらJCBカードと三井住友銀行の普通預金キャッシュカードが一体化した「ワンダーカード (JCB) 」の取り扱いを2010年に再開したが、2014年7月13日をもって新規申込受付は終了した。なお、すでに「ワンダーカード (JCB) 」を契約している人は引き続き利用できるほか、紛失や破損、汚損による再発行等の手続も可能である（2014年11月現在）。
三井グループ各社の役員間の相互親睦と情報交換を目的とする会合・月曜会の会員企業であった。

## 事業再編
三井住友銀行系のクレジットカード会社としては、さくらカードがJCBブランドを、三井住友カードがVISA、MasterCardブランドと棲み分けしていた。2002年12月に三井住友銀行は株式移転により三井住友フィナンシャルグループ（SMFG）の完全子会社となり、銀行の完全子会社であった三井住友カードは2003年2月に親会社がSMFGへと異動するも、さくらカードは現在も三井住友銀行子会社のままで、2008年10月1日に設立されたクレジットカード事業中間持株会社であるSMFGカード&クレジット（SMFGのセディナと三井住友カードの持株分を移転）にも合流していなかった。
そのような状態が長く続いたが、2014年6月2日、SMFGはさくらカードとセディナ（SMFGカード&クレジット傘下）との間でクレジットカード事業の統合を進め、2016年4月を目途にセディナへ吸収合併を実施することで合意した。これに伴い、2014年7月13日ごろを以てさくらカードは一般に募集していた全カードの新規入会募集を中止した。この結果、都市銀行系でFCのJCBカードを新規募集するカード会社はりそなカードのみとなっている。
2014年7月14日から三井住友銀行のキャッシュカード一体型クレジットカードは「ワンダーカードJCB」に替わり、セディナから『セディナカードJCB』と一体化した「SMBC JCB CARD」が発行されることになった。これはJCBブランド開放のセディナ（OMC）カードのであるため、さくらカードJCBとはポイントサービスを含めサービス内容は大きく異なるものとなっている。
さくらカードJCBについては当面サービスを継続するとアナウンスされていたが、提携カードの「東芝グループカード」を扱っているイオンプロダクトファイナンス（旧:東芝ファイナンス）の公式サイト上では2015年末を目処に株式会社ジェーシービーへ移管される予定と掲載されていた。
招待制の「さくらカードJCBザ・クラス」は、株式会社ジェーシービー発行の「JCBザ・クラス」への移管を希望した顧客を除き、2015年7月から「セディナプラチナカード」に切り替えられた。その他のさくらカードJCBは、2015年12月16日付けで株式会社ジェーシービーに移管されるが、更新までカードの差し替えは行われない。また、三井住友銀行SMBCポイントパックにおける手数料優遇の対象外となるため、手数料優遇を受けたい場合は新たにセディナが発行するカードを申し込むよう案内されている。
法人向けカード（ビジネスカード・コーポレートカードなど）については、引き続きセディナがJCBのフランチャイズとして参加し、JCB本体に準じた種類とサービスのカードを発行している。